# New Life (Film)
New Life ist ein Horror-Thriller mit Mystery-Elementen von John Rosman. Die Premiere des Films mit Sonya Walger und Hayley Erin in den Hauptrollen erfolgte im August 2023 beim Fantasia International Film Festival. Anfang Mai 2024 kam er in die US-Kinos. Der Kinostart in Deutschland war Anfang September 2024.

## Handlung
Eine junge Frau namens Jessica läuft blutüberströmt durch die Straßen einer Vorstadt und sieht sich dabei ständig um. Sie wird von bewaffneten Männern in Anzügen verfolgt. Jessica flüchtet sich Richtung Norden, wo sie die kanadische Grenze überqueren und ein neues Leben beginnen will. Bis dahin muss sie versuchen, nicht gefasst zu werden.
Die Agentin Elsa wird mit ihrer Suche betraut. Bei ihr wurde vor Kurzem ALS diagnostiziert, und ihr Körper weigert sich langsam, ihrem Willen zu gehorchen. Elsa verheimlicht ihre Krankheit allerdings vor ihren Kollegen und hofft, dass die Ergreifung von Jessica ihr dabei helfen könnte, zu beweisen, dass sie ihren Job noch machen kann.

## Produktion

### Filmstab, Besetzung und Dreharbeiten
Regie führte John Rosman, der auch das Drehbuch schrieb. Bei New Life handelt es sich um sein Regiedebüt bei einem Spielfilm. Zuvor drehte er einige Kurzdokumentarfilme und Musikvideos. Rosman wuchs in Birmingham in Michigan auf und machte 2005 seinen Abschluss an der Seaholm High School. Er wurde bei New Life von dem Horrorfilm The Texas Chainsaw Massacre von Tobe Hooper inspiriert, den er im Alter von 14 Jahren zum ersten Mal gesehen hatte.
Hayley Erin, bekannt aus der Mysteryserie Pretty Little Liars: The Perfectionists und der Comedyserie Emilys Liste, spielt in der Hauptrolle Jessica Murdock. Die Britin Sonya Walger spielt Agentin Elsa Gray, die auf Jessica angesetzt wird. Tony Amendola ist in der Rolle von Raymond Reed zu sehen. Das Casting übernahm Emily Schweber.
Die Aufnahmen entstanden an 20 Drehtagen in Oregon. Kameramann Mark Evans war zuvor für den Kriminalfilm American Meltdown von Andres Adams tätig.

### Synchronisation
Die deutsche Synchronisation entstand nach einem Dialogbuch und der Dialogregie von Marius Bohnhardt im Auftrag der Metz-Neun Synchron Studio und Verlags GmbH in Offenbach.

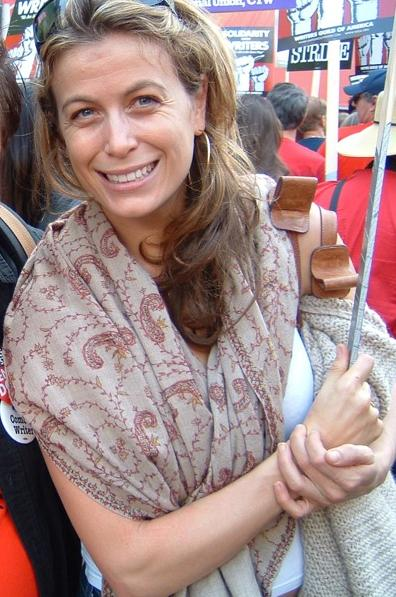
Sonya Walger spielt die an ALS leidende Agentin Elsa Gray

| Darsteller          | Synchronsprecher     | Rolle           |
| ------------------- | -------------------- | --------------- |
| Sonya Walger        | Claudia Jacobacci    | Elsa Gray       |
| Blaine Palmer       | Karl Jürgen Sihler   | Frank           |
| Nick George         | Stefan Graf          | Ian             |
| Betty Moyer         | Monika Müller-Heusch | Janie           |
| Hayley Erin         | Carolin Sophie Göbel | Jessica Murdock |
| Lisa Cross          | Ingrid Metz-Neun     | Laura           |
| Ayanna Berkshire    | Sabina Godec         | Molly           |
| Tony Amendola       | Gordon Piedesack     | Raymond Reed    |
| Kevin Michael Moore | Achim Barrenstein    | Sal             |
| Jeb Berrier         | Matthias Keller      | Vince Harding   |

### Filmmusik und Veröffentlichung
Die Filmmusik steuerte die Musikgruppe Mondo Boys bei. Das Duo war zuletzt für die Filme Run Hide Fight und She Dies Tomorrow tätig.
Die Premiere des Films erfolgte am 8. August 2023 beim Fantasia International Film Festival. Am 3. Mai 2024 kam der Film in ausgewählte US-Kinos. Am 5. September 2024 kam New Life in die deutschen Kinos.

## Rezeption

### Kritiken
Von den bei Rotten Tomatoes aufgeführten Kritiken sind 94 Prozent positiv bei einer durchschnittlichen Bewertung mit 7,3 von 10 möglichen Punkten.
Thorsten Hanisch vom Online-Magazin diezukunft.de beschreibt den Film als eine Mischung aus Auf der Flucht aus dem Jahr 1993 und 28 Days Later aus dem Jahr 2002. Allerdings sei New Life wesentlich kleiner, intimer, und trotz aller Horror-/Thriller-Konventionen liege der Fokus auf den beiden Frauen, wofür sich die beiden charismatischen Darstellerinnen mit starken, sensiblen Auftritten bedanken. Dass das FBI angesichts einer drohenden internationalen Katastrophe gerade mal eine, zudem noch körperlich beeinträchtigte, Frau losschickt, der ganze Apparat im Hintergrund werkelt, wirke, trotz nachgeschobener Erklärungen, etwas zurechtgewebt. Allerdings schäle sich allmählich heraus, worum es John Rosman in seinem knarzenden Plotkonstrukt wirklich geht, was zu einem schönen Ende führe, das das Spektakuläre im Leisen sucht.

### Auszeichnungen
Heartland International Film Festival 2023
- Auszeichnung mit dem Publikumspreis – Horrorfilme (John Rosman)[3]